# Vale Fertilizantes
Vale Fertilizantes ist der größte Düngerhersteller Brasiliens. Er entstand 2010, als Vale das Unternehmen Fosfertíl übernahm.
Das Unternehmen hat eine Produktionskapazität von 1.950 kt P2O5. Derzeit werden Phosphatvorkommen in Patrocínio, Brasilien und Bayovar II, Peru sowie Kalisalzvorkommen in Carnalita, Brasilien und Kronau, Saskatchewan entwickelt.

## Standorte
Bergwerke:
| Ort                        | Produkt  | Produktion 2014 (kt) |
| -------------------------- | -------- | -------------------- |
| Bayóvar, Peru              | Phosphat | 3.801                |
| Tapira, Minas Gerais       | Phosphat | 2.005                |
| Catalão, Goiás             | Phosphat | 1.055                |
| Araxá, Minas Gerais        | Phosphat | 883                  |
| Cajati, São Paulo          | Phosphat | 605                  |
| Taquari-Vassouras, Sergipe | Kalisalz | 492                  |

Chemiekomplexe:
- Cubatão, SP (3x)
- Piaçaguera, SP
- Uberaba, MG

Bei den Tagebauen Araxá, Catalão und Cajati befindet sich je ein Phosphatdüngerwerk. Von Tapira nach Uberaba führte eine Rohphosphat-Pipeline. Bei Piaçaguera betreibt Vale Tiplam ein großes Exportterminal ().